# راشيل بيناه
راشيل بيناه (بالإنجليزية: Rachel Binah) (من مواليد 1942) هي ناشطة بيئية ومجتمعية أمريكية. كانت بيناه واحدة من العديد من المجتمعات الساحلية في مندكوسينو التي ساعدت في تنظيم جلسة الاستماع النهائية، في عام 1988، لهيئة "Lease Sale 91" من قبل دائرة إدارة المعادن التابعة لوزارة الداخلية في فورت براغ بولاية كاليفورنيا) للاحتجاج على التخلص من المخلفات النفطية في البحر قبالة ساحل كاليفورنيا الشمالية. حضر ما يزيد عن 2500 شخص (ويُعتقد أن عددهم وصل إلى 5000 شخص) جلسة الاستماع الفيدرالية، بالإضافة إلى 1400 متطوع للإدلاء بشهادتهم. عملت بيناه كرئيسة فخرية للتجمع البيئي للحزب الديمقراطي في كاليفورنيا واللجنة الوطنية الديمقراطية (اللجنة الوطنية الديمقراطية). وبصرف النظر عن المخاوف البيئية، تهتم بيناه بالرعاية الصحية، التي يقودها والدها الذي يعاني من مرض آلزهايمر. كما تمتلك أيضاً فندق به غرف استقبال توفر المبيت والإفطار في ميندوسينو بكاليفورنيا. وفي عام 2009، حصلت بيناه على تكريم شهر تاريخ المرأة.